# گرگ سیاه (فیلم)
گرگ سیاه (انگلیسی: The Black Wolf) یک فیلم صامت آمریکایی است که در سال ۱۹۱۷ منتشر شد.